# Киве
Киве (нем. Kieve) — община в Германии, в земле Мекленбург-Передняя Померания. Входит в состав района Мекленбургское Поозёрье. Подчиняется управлению Рёбель-Мюриц. Население составляет 138 человек (на 31 декабря 2010 года). Занимает площадь 15,30 км².